# معاهدة تأسيس دستور الاتحاد الأوروبي
معاهدة تأسيس دستور الاتحاد الأوروبي وهي معاهدة تم التوقيع عليها في يوم 29 أكتوبر 2004 ووقع عليها 25 ممثلاً لأعضاء دول الإتحاد الأوروبي في مدينة روما عاصمة إيطاليا، وقد قبل من 18 دولة من الاتحاد الأوروبي لكنه رُفض من قبل فرنسا وإسبانيا وهولندا ولوكسمبورغ وقد تضمنت هذه الإتفاقية قوانين حقوق الدستور الأساسية وقانون التصويت في البرلمان الأوروبي.